# Ніжинська підпільна комсомольсько-молодіжна організація
Ні́жинська підпі́льна комсомо́льсько-молоді́жна організа́ція— підпільна антинацистська організація, що активно діяла в місті та на станції Ніжин з лютого по серпень 1943 р. на час Німецько-радянської війни. До організаційного оформлення носила статус підпільної групи (осінь 1941 - зима 1943 рр.)

## Створення
Після окупації Ніжина військами вермахту 13 вересня 1941 р. в місті виникла підпільна група на чолі з  Я. П. Батюком. Група здійснила ряд диверсій, поширювала серед населення повідомлення Радінформбюро. У лютому 1943 р. на організаційній нараді групи було створено власне Ніжинську підпільну комсомольсько-молодіжну організацію.

## Діяльність
У березні 1943 р. організацією було встановлено зв'язок з Носівським підпільним райкомом партії (голова — М. І. Стратилат). Підпільники переправляли радянських військовополонених до партизанів, передали їм 150 гвинтівок, багато боєприпасів та медикаментів, збирали розвідувальні дані, організовували агітаційно-масову роботу серед населення, саботажі й диверсії на залізничних і шосейних шляхах, знищили телеграфно-телефонну лінію зв'язку Ніжин — Бахмач, робили людям щеплення, що викликали ознаки захворювання на висипний тиф — таким чином багато людей було врятовано від примусового вивозу на роботи до Німеччини.

## Викриття
У кінці липня 1943 р. гестапо за допомогою провокатора натрапило на слід організації і більшість її учасників, в тому числі і її лідер — Я. П. Батюк, було заарештовано. Після довгих тортур в ніч з 6 на 7 вересня 1943 р. двома вантажними машинами усі 26 заарештованих підпільників були вивезені до залізничної станції, де біля зруйнованої водонапірної вежі на території військового складу були розстріляні. Рештки організації влились до партизанського загону «За Батьківщину!».

## Пам'ять
- 26 вересня 1943 р. тіла страчених членів організації було перепоховано на Центральному (Троїцькому) кладовищі Ніжина.
- У 1963 р. на місці страти 26 підпільників було встановлено пам'ятну дошку.
- Указом Президії Верховної Ради СРСР від 8 травня 1965 р. лідеру Ніжинської підпільної комсомольсько-молодіжної організації Я. П. Батюку посмертно присвоєно звання Герой Радянського Союзу та орден Леніна.
- У 1965 та 1974 рр. в Ніжині та Чернігові відповідно на честь лідера Ніжинської підпільної комсомольсько-молодіжної організації Я. П. Батюка названо вулиці.
- У 1967 р. у сквері по вул. Батюка в Ніжині встановлено погруддя Я. П. Батюка (скульптор Г. П. Гутман).
- У 1983 р. на місці могили членів організації на території Центрального (Троїцького) кладовища Ніжина зведено меморіал (архітектор В. О. Кобець).